# المجمع المغلق 2025
انعقد المجمع البابوي في الفترة من 7 إلى 8 مايو 2025 لانتخاب بابا جديد خلفًا للبابا فرانسيس الذي توفي في 21 أبريل 2025. من بين 135 من الكرادلة المؤهلين، حضر 133؛ وكانت هناك حاجة إلى أغلبية الثلثين أيّ 89 صوتًا لانتخاب البابا. في 8 مايو، في الاقتراع الرابع، انتخب المجمع روبرت فرانسيس بريفوست، الذي اتخذ اسم البابا ليو الرابع عشر.
انتخب فرانسيس في المجمع البابوي عام 2013 وخدم لمدة اثني عشر عامًا في منصب البابا. وبموجب الدستور الرسولي، كما تم تعديله بموجب المرسوم الرسولي الصادر عن البابا بندكت السادس عشر عام 2013، كان أمام الكرادلة 15 يوماً على الأقل بعد شغور الكرسي للانعقاد. في 28 في أبريل 2025، حدد المجمع العام الخامس للكرادلة موعد بدء المجمع في 7 مايو. وتوقعت وسائل الإعلام أن يكون لدى البابابيلي، الكرادلة الذين توقعوا أفضل حظوظ لانتخابهم بابا، بريفوست، وأندرس أربوريليوس وجان مارك أفلين وفريدولين أمبونغو بيسونغو وبيتر إردو وماريو جريتش وبيترو بارولين وبييرباتيستا بيتسابالا وروبرت سارة ولويس أنطونيو تاجل وبيتر توركسون وماتيو زوبي من بين أبرز المرشحين. وعلى النقيض من التجمعات الأخرى، فإن وسائل الإعلام والعديد من الكرادلة أنفسهم لم يحددوا بوضوح أي مرشحين رئيسيين قبل الانتخابات.

## عملية انتخاب البابا
كما هو الحال في المجمع البابوي لعام 2013، كان عميد ونائب عميد مجمع الكرادلة أكبر من 80 عامًا وغير مؤهلين للمشاركة. كان أقدم كاردينال أسقف تحت سن الثمانين، بييترو بارولين، يرأس المجمع؛  كما ترأس العميد الحالي، جيوفاني باتيستا ريم، مجمع عام 2013 في مكان العميد آنذاك أنجيلو سودانو.

### التوقيت والإجراءات
وفقًا لدستور البابا يوحنا بولس الثاني لعام 1996، كما تم تعديله بموجب المرسوم الرسولي لبندكت السادس عشر عام 2013، كان أمام الكرادلة 15 يومًا على الأقل بعد أن أصبح الكرسي شاغرًا للانعقاد. كان للكرادلة الحق في بدء المجمع مبكرًا إذا وصل جميع المؤهلين للمشاركة، أو لاحقًا إذا كانت هناك أسباب جدية للتأجيل، ولكن ليس بعد عشرين يومًا من شغور المقعد. في 28 أبريل 2025، حدد المجمع العام الخامس للكرادلة موعدًا لبدء المجمع في 7 مايو 2025.

### الكرادلة الناخبون
| منطقة           | رقم |
| --------------- | --- |
| إيطاليا         | 17  |
| بقية أوروبا     | 35  |
| أمريكا الشمالية | 20  |
| أمريكا الجنوبية | 17  |
| آسيا            | 23  |
| أوقيانوسيا      | 4   |
| إفريقيا         | 17  |
| المجموع         | 133 |

لا يحق للكرادلة الذين بلغوا الثمانين من العمر أو أكثر قبل يوم شغور منصب البابوية المشاركة. اعتبارًا من 21 أبريل 2025، كان هناك 252 كاردينالًا، منهم 135 تحت سن الثمانين؛ وتم تعيين 108 (80%) من الناخبين المحتملين ككاردينالات من قبل فرانسيس.
منذ عام 1975 بلغ العدد الأقصى الاسمي للكرادلة الناخبين 120. كان مجمع عام 2025 هو أول مجمع يضم أكثر من 120 كاردينالًا مؤهلًا اعتبارًا من اليوم الذي أصبحت فيه البابوية شاغرة منذ إدخال الحد الأقصى البالغ 120 في عام 1975.  ومع ذلك، فإن أي كاردينال يقل عمره عن 80 عامًا ولم يتنازل عن حقوقه في التصويت (أو لم تتم إزالة هذه الحقوق) له الحق بموجب القانون الكنسي في التصويت في المجمع. يعتقد العديد من خبراء القانون الكنسي أن البابا يستثني قواعده الخاصة عندما يعين أكثر من 120 ناخبًا وأن جميع الكرادلة الحاليين الذين تقل أعمارهم عن 80 عامًا مؤهلون لدخول المجمع. وقد تم تأكيد هذا الافتراض من قبل المجمع العام للكرادلة في 30 أبريل، حيث صرح بأن جميع الناخبين الكرادلة الحاضرين للاجتماع يمكنهم التصويت. يمكن للكرادلة غير المؤهلين للتصويت حضور الاجتماعات العامة والمناقشات التي تسبق المجمع.
على الرغم من أن الكرادلة في المجمع المغلق قد ينتخبون أي رجل كاثوليكي تم تعميده، إلا أن آخر مرة تم فيها انتخاب شخص غير كاردينال كانت في المجمع البابوي عام 1378.

#### غير مشاركين
في حين أشار سابقًا إلى أنه سيحاول المشاركة في المجمع،  أعلن الكاردينال جيوفاني أنجيلو بيتشيو، بعد أن تخلى عن حقوقه ككاردينال بسبب فضيحة مالية،  في 29 أبريل أنه سيلتزم برغبة البابا فرانسيس في عدم المشاركة. وبسبب استبعاده، أصبح العدد الإجمالي للناخبين المؤهلين 135.
وقد حالت المشاكل الصحية دون مشاركة الكرادلة أنطونيو كانيزاريس لوفيرا من إسبانيا وجون نجوي من كينيا في المجمع،  مما أدى إلى تقليص عدد المشاركين إلى 133؛ وبالتالي، كان هناك حاجة إلى 89 صوتًا للحصول على الأغلبية المطلوبة من الثلثين. كان هذا أكبر عدد من الناخبين يشاركون في مجمع مغلق على الإطلاق.
كانت هناك تكهنات مبكرة في فبراير ومارس 2025 حول عقد اجتماع وشيك بعد أن أصيب فرانسيس بالالتهاب الرئوي الثنائي وكان في العناية المركزة في مستشفى جيميلي.
وبسبب التوسع الدولي الكبير في عضوية مجمع الكرادلة تحت قيادة البابا فرانسيس إلى 252، مع تعيين أكثر من 140 كاردينالًا غير أوروبيين خلال حبريته، اقترحت كل من هيئة الإذاعة البريطانية ومجلة تايم أن يكون البابا غير أوروبي هو المرجح. وكان من المقرر في البداية أن يضم مجمع عام 2025 135 ناخبًا من 71 دولة، في حين ضم مجمع عام 2013 115 ناخبًا من 48 دولة، وضم مجمع عام 2005 115 ناخبًا من 52 دولة. لم يكن بعض الكرادلة المشاركين يتحدثون الإيطالية، وهي اللغة المستخدمة في الكوريا الرومانية.
وبناءً على المثل الإيطالي "بابا سمين، بابا نحيف"، توقع بعض المعلقين أن خليفة فرانسيس سيكون أكثر تحفظًا. وفقًا لصحيفة العمود، اعتبارًا من التجمعين العامين الثالث والرابع، هناك رغبة جوهرية بين الكرادلة في اختيار "بابا لمدة عشر سنوات" يكون في أواخر السبعينيات من عمره، ويعطي الكنيسة الوقت لاستيعاب بابوية فرانسيس، ولديه خبرة في الكوريا الرومانية، وسيكون له تركيز داخلي أكثر من التركيز الخارجي. وقد افترضت صحيفة وول ستريت جورنال أن البابا الأصغر سناً هو الأكثر احتمالاً.
اعتبارًا من 5 مايو، ونظرًا لتعقيدات وتنوع هذا المجمع  مقارنة بالمجمع الذي انتخب البابا فرانسيس في يومين في عام 2013،  توقع الكاردينال راينر وولكي أن يستغرق مجمع عام 2025 وقتًا أطول؛  وتوقع الكاردينالان لويس ساكو  وجريجوريو روزا تشافيز مجمعًا قصيرًا لمدة يومين أو ثلاثة أيام،  مع ملاحظة الأخير "ثلاثة أيام كحد أقصى".

### بابابيلي
وبموجب مجموعة واسعة من المعايير، اعتبر مراقبو الانتخابات البابوية أن بعض الكرادلة أكثر احتمالاً لأن يصبحوا بابا من غيرهم. – هؤلاء هم البابابيلي. ومع ذلك، لم تكن المجمعات دائمًا تختار أحد البابابيلي. قبل انتخابه في أكتوبر 1978، لم يكن من المتوقع أن يكون يوحنا بولس الثاني مرشحًا للمنصب. ينعكس هذا في المثل القائل "من يدخل المجمع بابا، يخرج منه كاردينالاً"  على الرغم من أن المرشح الأوفر حظاً في الواقع هو الذي يُنتخب بابا، كما كانت الحال في عام 1939 (بيوس الثاني عشر)، و 1963 (بولس السادس)، و 2005 (بندكت السادس عشر). تقول البروفيسورة آنا رولاندز، عالمة الفاتيكان، إن أي تنبؤات حاليًا تعتمد على "تكهنات محضة". أطلقت وسائل الإعلام في جميع أنحاء العالم تحليلات البابابيلي في يوم وفاة البابا فرانسيس.
كان البابابيلي المذكورين في وسائل الإعلام هم : أندرس أربوريليوس، جان مارك أفلين، فريدولين أمبونجو بيسونجو، بيتر إردو، ماريو غريتش، بيترو بارولين، بييرباتيستا بيتسابالا، روبرت فرانسيس بريفوست، روبرت سارة، لويس أنطونيو تاغل، بيتر توركسون، وماتيو زوبي.

### المراهنة
إن الرهان على اجتماعات البابوية له تاريخ طويل، وقد عرضت العديد من شركات المقامرة عبر الإنترنت أسواقًا على مجمع عام 2025. قبل الإعلان عن المجمع نفسه، كانت أسواق التنبؤ تستخدم آليات السوق لحساب من قد يترشح وتصنيفاتهم المفترضة. يعكس سوق المراهنات افتتانًا ثقافيًا واسع النطاق بالبابوية.
فانتابابا (بالإيطالية: "بابا الخيال") هي رابطة خيالية مقرها إيطاليا للمراهنة بمبالغ اسمية على الاجتماعات البابوية. تم إنشاء هذه الجائزة من قبل المدافعين عن مكافحة المقامرة بييترو بيس وماورو فانيتي خصيصًا لمجمع عام 2025،  والمكافأة الوحيدة هي "المجد الأبدي". بحلول 5 مايو 2025، كان لديها 75000 لاعب في إيطاليا، حيث لا توجد منصة مرخصة تقدم المقامرة في المؤتمرات. يختار لاعبو فانتابابا من بين أحد عشر كاردينالًا ويصنفونهم؛ كما تتوفر أيضًا جوانب أخرى من المجمع، مثل اسم البابا، واللغة، وعدد الجولات، واليوم الذي يظهر فيه الدخان الأبيض، للمراهنة عليها. يكتسب اللاعبون نقاطًا وفقًا لذكر أعضاء فريقهم بشكل بارز في التغطية الإعلامية المحلية والدولية. في جزء تعليمي، وبهدف إزالة الغموض عن المجمع إلى حد ما، فإن دوري الخيال مفتوح للمقامرين على المستوى الدولي ويقدم دروسًا قصيرة في اللغة الإيطالية.

## فعاليات ما قبل المؤتمر

### الاستعدادات اللوجستية

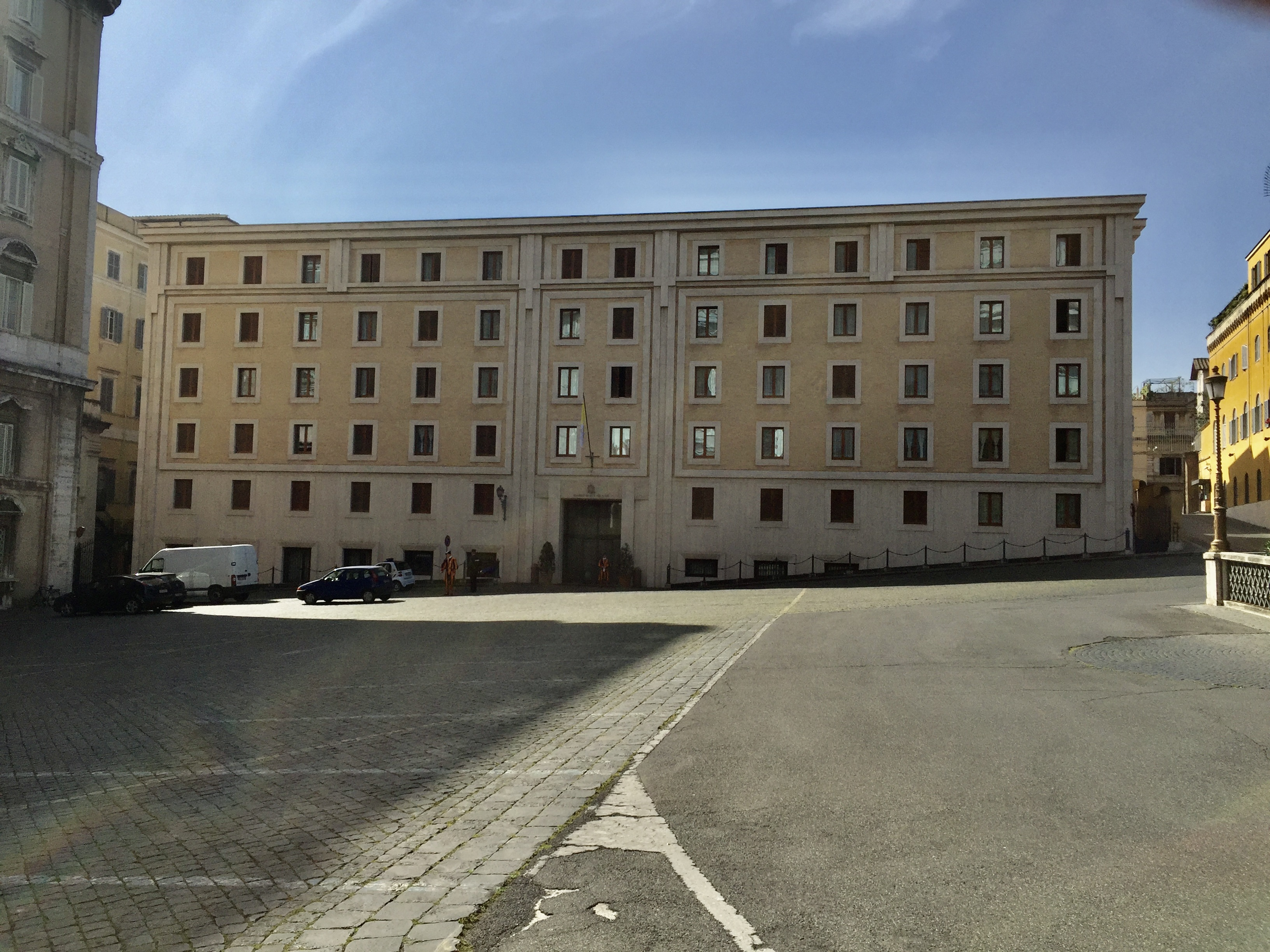
الكرادلة المشاركون في الاجتماع السري يقيمون في بيت القديسة مرثا

بعد وفاة البابا فرانسيس، بدأت الاستعدادات في بيت القديسة مرثا لإيواء الكرادلة الناخبين. وتشمل هذه الإجراءات وضع حواجز معتمة على النوافذ لمنع الاتصال الخارجي، فضلاً عن إنشاء مساحات للاحتفال بسر التوبة، والصلاة الخاصة، والوجبات. يتم أيضًا منع الاتصال الخارجي من خلال تشويش الإشارة الذي يقضي على التهديدات التي تستخدم شبكات البلوتوث والواي فاي والشبكات المحمولة. نظرًا لأن المبنى يحتوي على 129 غرفة نوم فقط في المجموع، فقد كان من الضروري استخدام مرافق الفاتيكان الأخرى لتوفير أماكن إقامة للناخبين البالغ عددهم 133. وهذا لا يشمل أيضًا موظفي الدعم الآخرين المسموح لهم بالعيش في أثناء المجمع. كما تم استخدام الغرف في سانتا مارتا فيكيا، المجاورة للمبيت الرئيسي، كمساحات إضافية.
في كنيسة سيستين، شملت الاستعدادات إضافة طاولات وكراسي على غرار أكشاك الجوقة وتغطية النوافذ، فضلاً عن تركيب الموقد الذي يحرق بطاقات الاقتراع بعد التصويت والمدخنة التي تشير إلى نتائج كل جولة. تم تركيب أرضية خشبية في الكنيسة لحماية التطعيم الرخامي، وتوفير سطح أكثر استواءً، وإخفاء أجهزة تشويش الإشارات الإلكترونية. يتم فحص كل من بيت القديسة مرثا وكنيسة سيستين بعناية قبل انعقاد المجمع بحثًا عن أي أجهزة غير مصرح بها. في 2 مايو، قام رجال الإطفاء في الفاتيكان بتركيب مدخنة كنيسة سيستين.
تواجه قوات الدرك في الفاتيكان بقيادة جيانلوكا جاوزي بروكوليتي، العديد من تحديات مكافحة التجسس في حماية سلامة المجمع. وبحسب الكاتب خورخي جاراي في مجلة وايرد، فإن التهديدات المحتملة تشمل أنظمة الذكاء الاصطناعي والطائرات بدون طيار والميكروفونات المجهرية وحملات التضليل وانتشار وسائل التواصل الاجتماعي، وحتى الأقمار الصناعية. وقد أثار المعلقون أيضًا مخاوف بشأن إمكانية تأثير حملات التضليل والأخبار المزيفة على المجمع، مع محاولات الاحتيال على وسائل التواصل الاجتماعي تشويه سمعة بعض المرشحين البابويين. يستخدم فيلق الدرك 650 كاميرا أمنية في الفاتيكان، بالإضافة إلى الرسائل المشفرة إلى جانب اكتشاف نقاط النهاية والاستجابة لها لتأمين الاجتماع.
تتميز وجبات المؤتمر لعام 2025 بأطباق بسيطة نموذجية في لاتسيو وأبروتسو، المنطقتين الإيطاليتين الأقرب إلى الفاتيكان.

### التجمعات العامة

خريطة الأماكن الرئيسية للمجمع

وينص القانون الكنسي الكاثوليكي على أن التجمعات العامة، وهي اجتماعات يومية لجميع الكرادلة بغض النظر عن وضعهم كناخبين، سوف تبدأ قبل وصول جميع الكرادلة الناخبين إلى روما. تركز الاجتماعات الأولية على اللوجستيات الخاصة بجنازة البابا والمجمع، بما في ذلك الاستعدادات المادية في بيت القديسة مرثا (كمبيت) وكنيسة سيستينا (كمكان للاقتراع). أما الجلسات اللاحقة، وعادةً ما تكون الثامنة وما بعدها، فتتحول إلى مناقشات حول احتياجات الكنيسة والعالم، والقضايا التي تواجه الكوريا الرومانية. تسترشد هذه التجمعات العامة اللاحقة بالتأملات التي قدمها اثنان من رجال الدين "المتميزين والمتمتعين بالسلطة الأخلاقية" الذين تم اختيارهم من قبل الكرادلة. ويتاح للكرادلة أيضًا الفرصة للإدلاء بملاحظات رسمية بشأن القضايا التي تواجه الكنيسة. كل هذه الخطب والمناقشات تسمى التدخلات. تجتمع الجماعات العامة في قاعة المجمع الجديد، في الطابق الأول من ردهة قاعة بولس السادس الأكبر حجمًا، والتي تقع خلف قصر المكتب المقدس، شرق بيت القديسة مارتا.
وعلى نطاق أوسع، تسمح هذه التجمعات العامة للكرادلة بالاجتماع بمبادرة منهم، وبالتالي التعرف على بعضهم البعض وممارسة التمييز الروحي؛ ولم يلتقِ الكثيرون منهم قط، حيث لم يعقد فرانسيس اجتماعات للكرادلة قبل مجالسه البابوية. علاوة على ذلك، يتمتع الكرادلة أيضًا بإمكانية الوصول الكامل إلى وسائل الإعلام العالمية وتحليلاتها ومعاييرها المتنوعة لتحديد البابابيلي. قبل مغادرته إلى روما في 24 أبريل، أكد الكاردينال بابلو فيرجيليو ديفيد أن المجمع ليس حملة سياسية، بل هو خلوة دينية. وأكد أيضًا أنه من واجب مجمع الكرادلة أن يميزوا بعضهم البعض من خلال الصلاة والرسائل الشخصية، وحتى البحث على موقع على شبكة الإنترنت يحتوي على معلومات سيرة ذاتية وغيرها من المعلومات التي تم إنشاؤها لهذا الغرض؛  ليس الأمر يتعلق بالمرشحين. ومن المتوقع أن تكون المناقشات الرسمية وغير الرسمية جوهرية للغاية استعدادًا للاجتماع، وعلى أمل عقده سريعًا. إن المناقشات التي تُعقد بمبادرة من الكرادلة أنفسهم — أو ما يُسمى بـ "التمارين" — هي الأكثر صراحة ووضوحًا. وبموجب القانون الكنسي، فإن الجماعات ملزمة بنفس السرية التي يتمتع بها المجمع.
بالنسبة لمجمع عام 2025، اجتمعت الجماعات العامة كل يوم بعد وفاة فرانسيس حتى بداية الاجتماع نفسه في 7 مايو، باستثناء يومي 26 و27 أبريل و1 و4 مايو.

### الملخص اليومي
في 22 أبريل، طُلب من أعضاء طاقم البابا وأفراد خدمته إخلاء غرفهم في بيت القديسة مرثا بعد وفاة البابا فرانسيس في جناحه في الطابق الثاني للسماح ببدء الاستعدادات للمؤتمر في ذلك المبنى. وفي نفس اليوم، انعقدت أول جماعة عامة من أصل اثني عشر جماعة. في الجماعة الأولى، استمع الكرادلة الستون تقريبًا الحاضرون إلى الكاردينال كاميرلينغو كيفن فاريل وهو يقرأ وصية البابا فرانسيس. تم تعليق مراسم تقديس كارلو أكوتيس، والتي كان من المقرر في الأصل أن تتم في روما في 27 أبريل، وأكد الكرادلة تاريخ الجنازة البابوية. وتناول هذا الاجتماع أيضًا الأمور اللوجستية للجنازة. كما أدى الكرادلة الحاضرون اليمين القانونية بشأن سرية اجتماعاتهم. على الرغم من حقيقة أن التجمعات العامة مغلقة أمام غير الكرادلة، إلا أن الأخت سيمونا برامبيلا، وهي راهبة وأول امرأة ترأس قسمًا في الفاتيكان، أُرسل إليها عن طريق الخطأ بريد إلكتروني قياسي يدعوها للمشاركة.
في 23 أبريل، أعلنت متاحف الفاتيكان إغلاق كنيسة سيستينا اعتبارًا من 28 أبريل، بسبب احتياجات المجمع. في الجماعة الثانية، تمت الموافقة على برنامج "نوفيمياليس"، أو فترة الحداد لمدة تسعة أيام على البابا المتوفى. صرح نوربرتو ريفيرا كاريرا أن المناقشات كانت إجرائية في الغالب، حيث كان العديد من الكرادلة من جميع أنحاء العالم لا يزالون مسافرين.

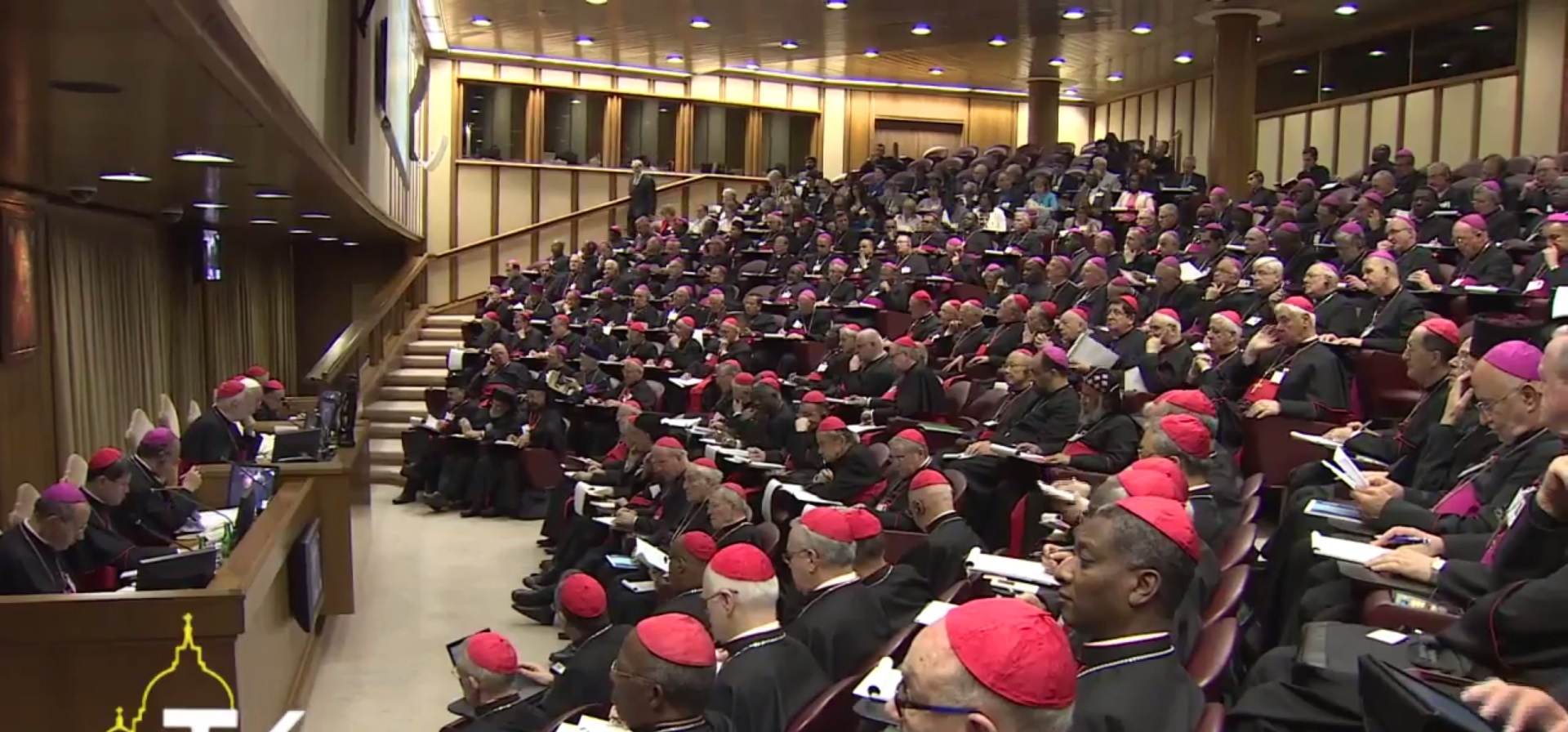
الكرادلة والأساقفة في قاعة المجمع الجديد (في الصورة عام 2014)، أحد الأماكن المخصصة للتجمعات العامة قبل انعقاد المجمع

وفي الرابع والعشرين من أبريل، عقدت الجماعة الثالثة، بحضور 113 كاردينالًا، وتم تعيين اثنين من واعظي المجمع، دوناتو أوجلياري والكاردينال رانييرو كانتالاميسا. في الاجتماع العام الرابع الذي عقد في 25 أبريل، استمع الكرادلة البالغ عددهم 149 إلى عرض تقديمي حول طقوس جنازة البابا فرانسيس. بحلول هذا الوقت، تم إلقاء ما يقرب من 70 خطابًا رسميًا، أو "مداخلة". وكان هناك أيضًا نقاش حول وضع جيوفاني أنجيلو بيتشو باعتباره كاردينالًا ناخبًا بين المشاركين، واستمر هذا النقاش في التجمعات التالية حتى قبوله في 29 أبريل لوضعه غير الناخب.
قرر المجمع العام الخامس في 28 أبريل أن يبدأ المجمع في 7 مايو، بعد 16 يومًا من وفاة البابا فرانسيس. وناقش هذا الاجتماع أيضًا أزمة الاعتداء الجنسي من قبل رجال الدين، والتحديات في التبشير، والعلاقات بين الأديان. ألقى عشرون كاردينالًا مداخلات. كان الكرادلة المحافظون، مثل جيرهارد مولر وفرانسيس أرينزي (ليس ناخبًا)، صريحين بشكل خاص خلال هذه الدورة.
وفي اليوم التالي، في الاجتماع السادس بتاريخ 29 أبريل، تم تحديد وقت بدء الاجتماع في الساعة 4:30. مساءًا، وتم اختيار الكاردينال ريم ليكون رئيسًا للقداس الافتتاحي للمجمع. ألقى دوناتو أوجلياري تأملاته المقررة أمام الكرادلة الحاضرين البالغ عددهم 183، ومن بينهم 124 ناخبين، وشدد على موضوع المجمعية من بابوية فرانسيس.
تميز الاجتماع السابع في الثلاثين من أبريل بمناقشة القضايا المالية للفاتيكان من قبل الكرادلة البالغ عددهم 180، وكان منهم 124 ناخبا. صرح راينر وولكي بأن الاجتماعات التي عقدت حتى الآن كانت "أخوية وودية" [...] جو عمل مركّز وهادئ وواقعي للغاية."  قدم بنيامينو ستيلا نقدًا شديد اللهجة لقرار فرانسيس بالسماح للأشخاص العاديين بممارسة سلطات حكم الكنيسة التي كانت مخصصة سابقًا لرجال الدين. لقد فاجأ هذا العديد من الكرادلة، حيث كان يُنظر إلى ستيلا باعتباره واحداً من أكثر مستشاري فرانسيس ثقةً وداعماً بارزاً لبارولين.
ولم تجتمع الجماعة العامة في الأول من مايو، وهو عيد القديس يوسف العامل، وهو عطلة رسمية للكرسي الرسولي. وفي الاجتماع التاسع الذي عقد في الثاني من مايو، حضر 177 كاردينالاً، منهم 127 ناخباً. تحدث ستة وعشرون كاردينالاً. ومن بين المواضيع التي تمت مناقشتها كانت الشركة داخل الكنيسة والأخوة مع العالم، والأمل في أن يكون البابا القادم نبويًا، ويوبيل هذا العام. انعقدت الجماعة العاشرة والحادية عشرة في الخامس من شهر مايو وناقشت مجموعة واسعة من موضوعات الكنيسة. في يوم 6 مايو، انعقد الاجتماع الثاني عشر والأخير لمجمع الكرادلة. أحيت هذه الجماعة ذكرى وفاة البابا فرانسيس بتدمير خاتم الصياد وختم الرصاص الخاص به. كانت هذه هي المرة الأولى التي يتم فيها تسجيل أي من الطقوس رقميًا وجعلها مرئية للعامة.

## المجمع المغلق

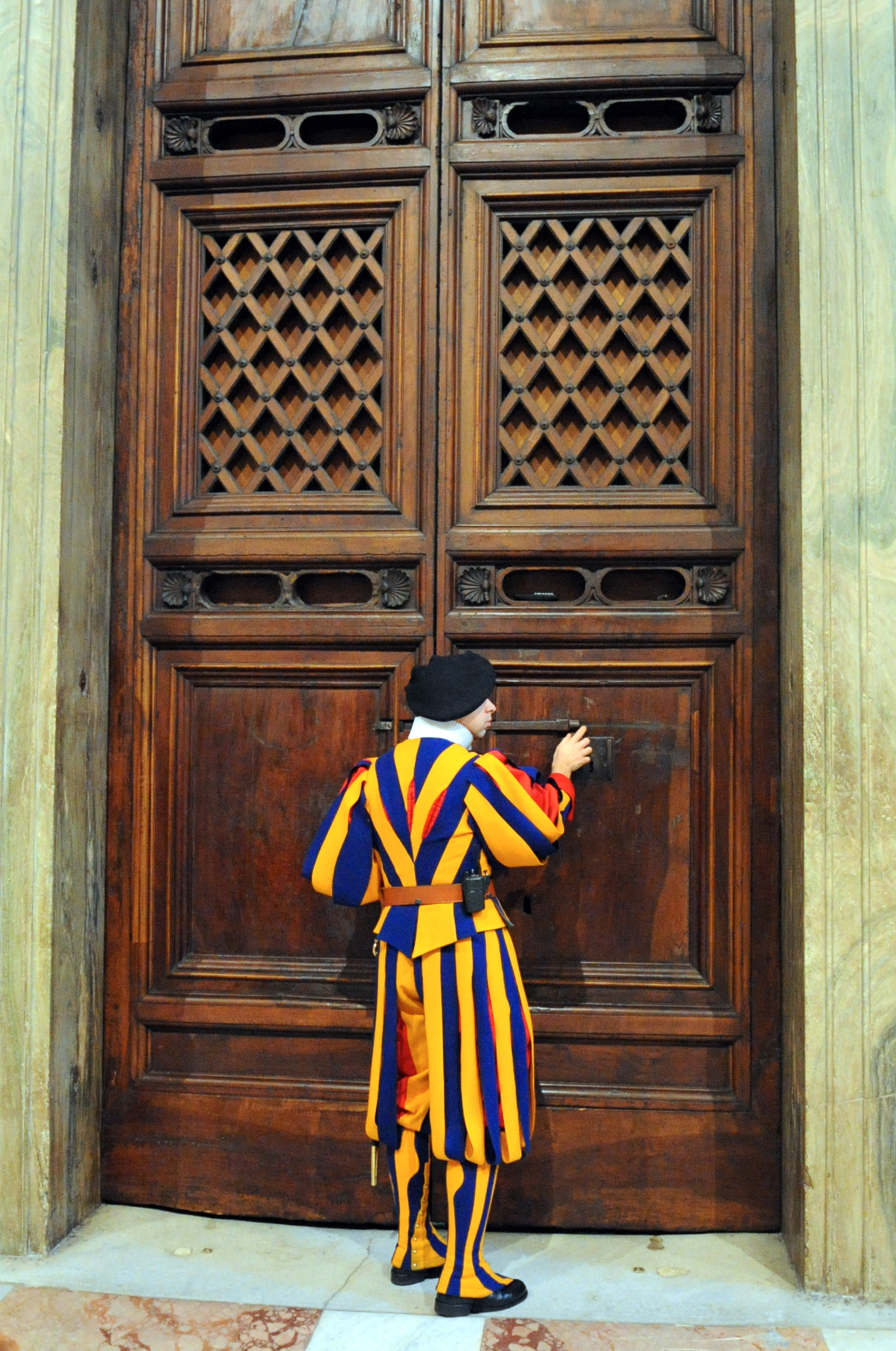
تم إغلاق الأبواب المؤدية إلى كنيسة سيستينا (الصورة في عام 2014) في الساعة 5:46 مساء يوم 7 مايو

### اليوم الأول
في 7 مايو، بدأ المجمع المغلق. وقد قاده الكاردينال جيوفاني باتيستا ريم ، عميد مجمع الكرادلة، في قداس انتخاب البابا في كنيسة القديس بطرس في الساعة العاشرة صباحًا بتوقيت وسط أوروبا الصيفي (08:00 بالتوقيت العالمي المنسق). أدى جميع موظفي الدعم، مثل العاملين في الكنيسة، والموظفين الطبيين، ومشغلي المصاعد، ومدير خدمات الأمن في الفاتيكان، إلى جانب ضباط ومسؤولي المجمع، قسم السرية في 5 مايو.

في الساعة 4:30 مساءً، انطلق المجمع رسميًا بصلاة في كنيسة القديسة بولين، وفي نهايتها دخل الناخبون إلى كنيسة سيستين في موكب. وفور وصولهم، أُنشد ترنيمة "تعال يا روح الخالق"، ثم أقسم الكرادلة المصوّتون، وعددهم 133، على السرية التامة. وضع كل كاردينال ناخب، حسب ترتيب الأقدمية، يديه على كتاب من الأناجيل، وألقى التأكيد بصوت عالٍ باللغة اللاتينية:

| Et ego [forename] Cardinalis [surname] spondeo, voveo ac iuro. Sic me Deus adiuvet et haec Sancta Dei Evangelia, quae manu mea tango. | وأنا، [الاسم الأول] الكاردينال [اللقب]، أعد وأتعهد وأقسم بذلك. فليُعينني الله وهذه الأناجيل المقدسة التي ألمسها بيدي. |
أثناء أداء القسم، استخدم العديد من الكرادلة الأشكال اللاتينية لأسمائهم. ثم نادى دييغو رافيلي، مدير المراسم البابوية بعبارة : "Extra omnes"، وهو أمر لكل من ليس من الناخبين الكاردينال بمغادرة الغرفة. ثم أغلق مدخل كنيسة سيستينا في الساعة 5:46  ثم قدم الكاردينال رانييرو كانتالاميسا تأملاً للكرادلة بعد موكبهم إلى المجمع. وبما أن الاجتماع بدأ في فترة ما بعد الظهر، فقد أجريت عملية اقتراع واحدة فقط في هذا اليوم.
انتهى اليوم الأول من المجمع في تمام الساعة التاسعة صباحًا مساءًا، بعد خروج دخان أسود من مدخنة كنيسة سيستين، مما يدل على أن التصويت لم يسفر عن انتخاب بابا جديد. وذكرت وسائل إعلام الفاتيكان أن ما يصل إلى 45 ألف شخص تجمعوا في ساحة القديس بطرس.

### اليوم الثاني

#### جلسة الصباح
بدأ اليوم الثاني من المؤتمر بجولتين من الاقتراع، وانتهى في حوالي الساعة 10:30 صباحًا بتوقيت وسط أوروبا الصيفي و11:45 صباحًا  ظهر دخان أسود في الساعة 11:51 صباحًا، مما يدل مرة أخرى على عدم انتخاب أي بابا. لا ينتج الدخان بالضرورة بعد كل تصويت، حيث يتم عادةً حرق بطاقات الاقتراع من التصويتين الفاشلين في جلسة الصباح أو جلسة بعد الظهر معًا،  مما ينتج عنه دخان فقط في نهاية كل جلسة. ثم عاد الكرادلة إلى بيت القديسة مارثا لتناول الغداء.
وبحلول نهاية الجلسة الصباحية، كان هناك 15 ألف شخص في ساحة القديس بطرس و5 آلاف شخص في كنيسة سانتا ماريا ماجوري. وكان من المتوقع حدوث المزيد خلال جلسة ما بعد الظهر، حيث تم انتخاب بابا جديد في اثنتين من أحدث الاجتماعات إما في الجولة الرابعة أو الخامسة من الاقتراع.

#### جلسة بعد الظهر
بعد استراحة الغداء، عاد الكرادلة إلى الكنيسة للجولة التالية من التصويت. بعد الجولة الرابعة من التصويت ظهر دخان أبيض في الساعة 6:07 الساعة 11:00 مساءً بتوقيت وسط أوروبا الصيفي، يليه رنين أجراس كنيسة القديس بطرس للإشارة إلى انتخاب بابا جديد. وبعد وقت قصير من إطلاق الدخان الأبيض، قامت فرق الحرس السويسري والجيش الإيطالي باستعراض عسكري في ساحة القديس بطرس. أعلن الكاردينال دومينيك مامبيرتي، الكاردينال بروتوديكون في مجمع الكرادلة، أن روبرت فرانسيس بريفوست انتُخب بابا، ليصبح أول بابا من أمريكا الشمالية. اختار اسم ليو الرابع عشر. وبعد فترة وجيزة، تم تغيير موقع الفاتيكان ليقول "Habemus papam" ("لدينا بابا").
بعد الكشف عن الدخان الأبيض، ظهر في البداية 40 ألف شخص على عجل في ساحة القديس بطرس؛  ومع ذلك، بحلول وقت الإعلان، وفقًا لقوات إنفاذ القانون الإيطالية التي تم نشرها في ساحة القديس بطرس، كان هناك ما يصل إلى 150 ألف شخص.